# Douglas DC-5
Il Douglas DC-5 era un aereo di linea bimotore, ad ala alta, realizzato dalla Douglas Aircraft Company (nell'impianto di El Segundo) sul finire degli anni trenta.

## Storia

### Sviluppo
Il progetto del velivolo nacque con l'intenzione di proporre un aereo destinato ai collegamenti di breve/medio raggio, che fosse in grado di operare anche da aeroporti minori. Si trattava quindi di un velivolo destinato a itinerari più corti rispetto a quelli del DC-3 e del quasi contemporaneo DC-4.
Il disegno derivava da quello del bombardiere DB-7 dal quale riprendeva almeno due soluzioni tecniche che lo distinguevano senza dubbio dai due, più famosi, predecessori commerciali: l'ala alta e il carrello d'atterraggio in configurazione tricicla anteriore.
Il prototipo venne portato in volo per la prima volta il 20 febbraio 1939 ed era equipaggiato con una coppia di motori Wright GR-1820-F62 Cyclone da 850 hp: si trattava di un motore radiale a 9 cilindri raffreddato ad aria, sviluppato agli inizi degli anni trenta.
I primi ordini per il velivolo non tardarono a pervenire: la KNILM, (Koninklijke Nederlandsch-Indische Luchtvaart Maatschappij) compagnia operante nelle Indie Orientali Olandesi (che, nonostante le sigle assonanti, all'epoca nulla aveva in comune con la KLM) avanzò richieste per quattro velivoli, la Pennsylvania Central Airways ne ordinò sei e la SCADTA due. Tuttavia lo scoppio della guerra condizionò ampiamente la vita operativa del nuovo aereo Douglas.

### Descrizione tecnica
Nella sua configurazione di serie il DC-5 manteneva le caratteristiche evidenziate dal prototipo: ala alta, carrello triciclo anteriore, piani di coda con sensibile angolo diedro positivo, motori Wright Cyclone (anche se veniva offerta, in alternativa, l'installazione di motori Pratt & Whitney R-1690). A seconda della configurazione scelta poteva trasportare dai 16 ai 22 passeggeri.

### Impiego operativo

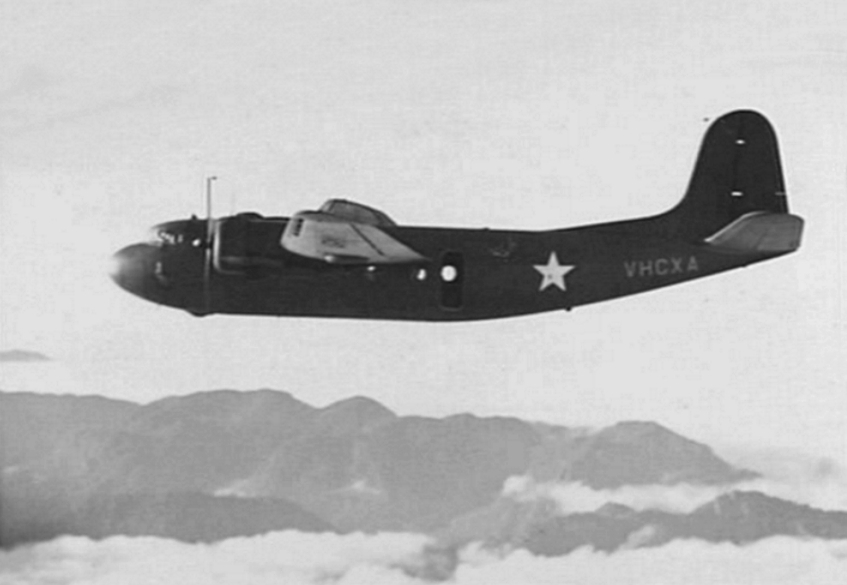
Un C-110 sui cieli della Nuova Guinea, nel 1942.

Prima dello scoppio della guerra la Douglas riuscì a completare le consegne dei soli 4 esemplari ordinati dalla KNILM.
Di questi quattro velivoli, uno rimase danneggiato durante il bombardamento di Darwin e, divenuto successivamente preda di guerra nipponica, fu impiegato dal Dai-Nippon Teikoku Rikugun Kōkū Hombu. Gli altri tre esemplari riuscirono a riparare in Australia dove furono inquadrati nell'Allied Directorate of Air Transport e impiegati dall'USAAF con la designazione di C-110.
Nel frattempo era stata portata a termine la costruzione di un lotto di sette velivoli ordinati dalla United States Navy: i primi tre, designati R3D-1, erano destinati al trasporto di 16 persone; ne vennero effettivamente consegnati solo due, poiché uno andò distrutto. I rimanenti quattro velivoli, cui fu assegnata la sigla R3D-2, montavano motori Wright Cyclone R-1820-44 da 1 000 hp e furono dotati di sedili ribaltabili e portellone laterale in fusoliera, per ospitare fino a 22 paracadutisti; vennero consegnati allo United States Marine Corps.
Particolare fu la vita del prototipo: al termine dei collaudi venne acquistato a titolo personale da William Boeing in configurazione da 16 passeggeri; venne successivamente requisito dall'US Navy e impiegato con la designazione di R3D-3.
Un solo DC-5 arrivò ancora integro al termine del conflitto: venne venduto allo Stato di Israele, ufficialmente come velivolo civile; l'aereo, cui furono sbrigativamente tolte le insegne e dipinto a mano sul muso il nome di Yankee Pasha - The Bagel Lancer, venne invece assegnato ai reparti da trasporto dell'Heyl Ha'Avir. Durante la guerra arabo-israeliana del 1948 venne occasionalmente impiegato come bombardiere: rimosso il portellone di carico laterale, le bombe venivano fatte cadere "con una sapiente spinta del piede da parte di un membro dell'equipaggio". Al termine della guerra, dopo essere stato impiegato anche come aula per l'istruzione dalla Airline School, l'ultimo DC-5 venne dismesso e rottamato alla metà degli anni cinquanta.

## Varianti

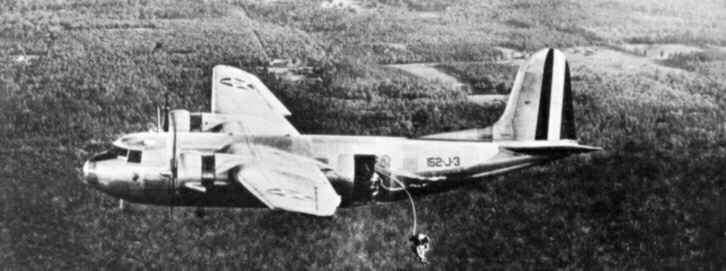
Un R3D-2 ripreso in azione durante un lancio di paracadutisti.

- DC-5: versione base passeggeri, quattro esemplari costruiti. 
  -  C-110: designazione assegnata ai medesimi velivoli dall'USAAF.
- R3D-1: versione militare a 16 posti; costruita per la marina statunitense e prodotta in tre esemplari (di cui uno andato perduto prima della consegna).
- R3D-2: versione militare a 22 posti; quattro velivoli assegnati il corpo dei Marines.
- R3D-3: denominazione assegnata al primo prototipo quando, dopo essere stato acquistato da William Boeing come velivolo personale, venne requisito dall'US Navy e impiegato come trasporto.

## Utilizzatori

### Civili
Paesi Bassi
- KNILM

 Stati Uniti
- Boeing (come aereo privato)

### Militari
Giappone
- Dai-Nippon Teikoku Rikugun Kōkū Hombu

operò con un esemplare ex KLM requisito.
 Israele
- Heyl Ha'Avir

 Stati Uniti
- United States Army Air Force
- United States Navy
- United States Marine Corps

## Velivoli comparabili
Regno Unito
- de Havilland DH.95 Flamingo

 Paesi Bassi
- Fokker F24